# 方黑體

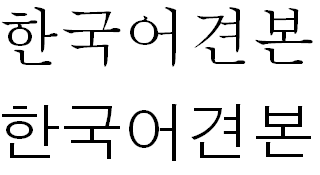
基本體（上）與方黑體（下）

方黑體（朝鮮文：돋움체；英文：Dotum）是一種常用的韓文無襯線字體。其筆畫均為等粗的線條，橫平豎直。相當於中文字體中的黑體或日文字體中的哥德體，其英文部分類似西文字體中的Helvetica。
方黑體最新版本為5.00，作為系統字體配備於Windows Vista、Windows 7與Windows Server 2008等操作系統中。